# Maria im Walde (Neubiberg)

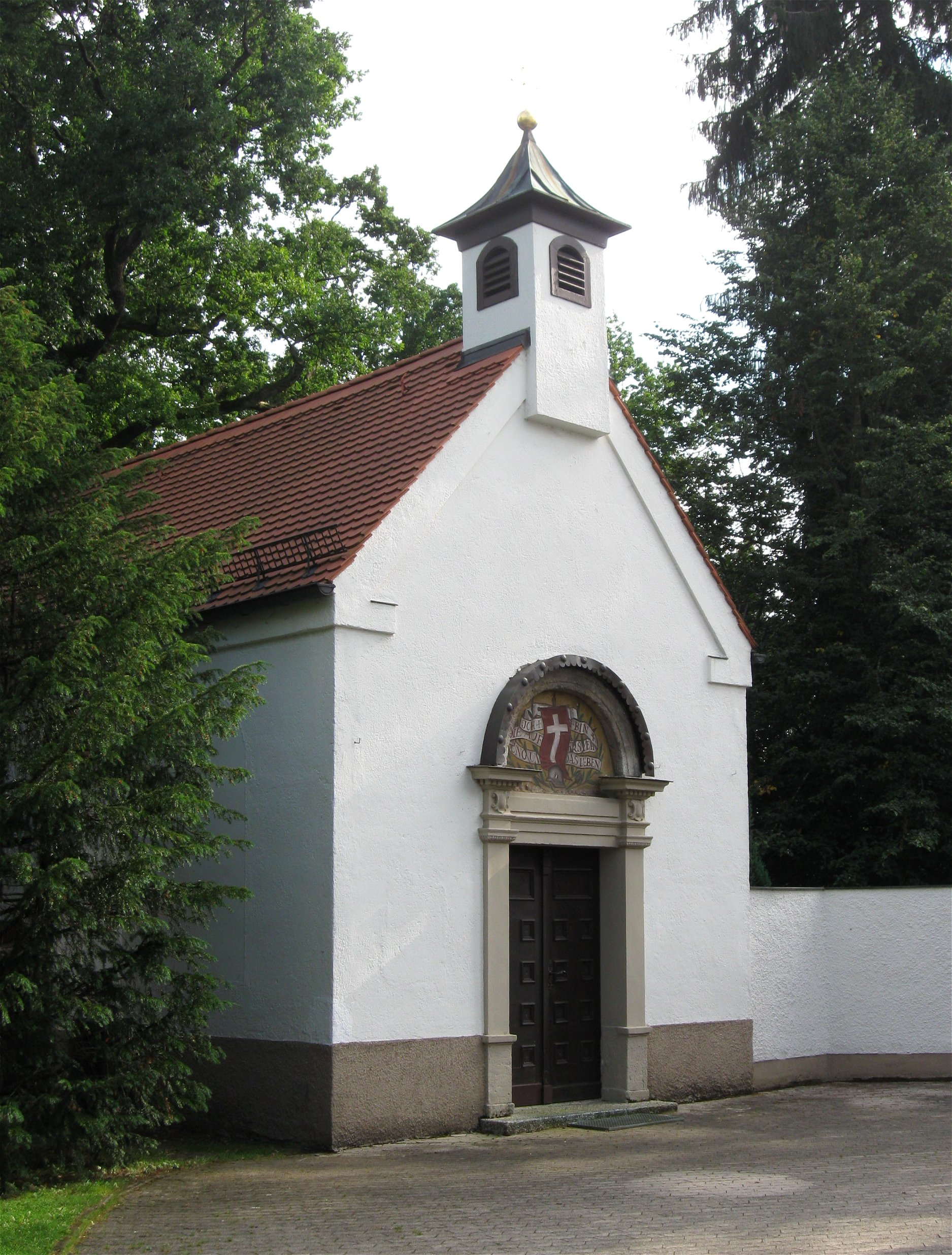
Maria im Walde Neubiberg

Maria im Walde ist eine Kapelle der römisch-katholischen Kirche in Neubiberg, einer oberbayerischen Gemeinde im Landkreis München. Sie ist Maria, der Mutter Jesu geweiht und dient als Kriegergedächtniskapelle. Das Bauwerk ist als Baudenkmal in die Bayerische Denkmalliste eingetragen.

## Die Mariensäule
Der Grundstücksmakler und Bauunternehmer Mathias Grundler schenkte im Sommer 1913 der Freien Interessentenvereinigung Gartenstadt Neubiberg eine betende Sandsteinmadonna mit reichem Faltengewand auf einem Sockel und einer hohen Säule. Sie wurde auf einem Grundstück des damaligen Bürgermeisters Josef Kyrein vor einer Fichtengruppe an der Abzweigung des Weges nach Hohenbrunn an der Graf-Törring-Straße, der heutigen Hauptstraße, aufgestellt, in der damals erst beginnenden Besiedlung von Neubiberg in waldreicher Umgebung. Die feierliche Enthüllung und Übernahme fand am 20. Juni 1913 statt. Der Vorsitzende der Interessentenvereinigung wies in seiner Ansprache darauf hin, dass das Standbild wahrscheinlich aus der Werkstatt von Ludwig von Schwanthaler stammte.
Mit der Madonna war der Name der später errichteten Kapelle und das Patrozinium für die Pfarrkirche vorgezeichnet.
Im November 1942 wurde die Säule in eine neue Anlage zwischen Kirche und Kapelle versetzt. Da der Sandstein der Madonna von Umwelteinflüssen gezeichnet war, wurde sie zu Beginn der 1980er Jahre restauriert, später in die Kapelle versetzt. Vor der Kirche steht eine neue bronzene Maria mit Kind des Künstlers Helmut Kästl auf der Säule.

## Die Kapelle
Die Kapelle liegt unmittelbar südöstlich der Pfarrkirche Maria Rosenkranzkönigin. Die Kapelle ist ein einschiffiger, etwa 12 × 5 Meter großer Bau mit einem geraden Chorabschluss und einem Satteldach. Direkt an der Giebelseite sitzt ein quadratischer Dachreiter auf dem Dachfirst. Das Portal hat eine Steinrahmung mit einem rundbogigen Tympanon.
Ende 1913 scheint sich der Grundstücksmakler Mathias Grundler entschlossen zu haben, für die Siedler „ein den Verhältnissen entsprechendes Kirchlein zu bauen“, unterstützt wurde er dabei von Bürgermeister Josef Kyrein, der ein Waldstück neben der Mariensäule dafür kostenlos zur Verfügung stellte. Der Bau wurde im Frühjahr 1914 begonnen, der Beginn des Ersten Weltkriegs im Sommer 1914 verhinderte die Fertigstellung, der Bau verfiel zusehends. Einen Weiterbau lehnte das Ordinariat 1918 ab. Nunmehr entschlossen sich einige Siedler, die Angelegenheit in eigene Hände zu nehmen. Am 16. Mai 1920 wurde ein Kirchenbau-Verein gegründet, mit Vereinsziel: „Der Kirchenbau-Verein der Gartenstadt Neubiberg bezweckt die Erbauung einer römisch-katholischen Kirche in der Gartenstadt Neubiberg sowie die Aufbringung der hierzu erforderlichen Geldmittel.“. Am 31. Juli 1920 übereigneten Josef und Kreszenz Kyrein notariell das Grundstück „zu 0,412 ha mit der darauf stehenden Waldkapelle im Rohbau“ dem Kirchenbau-Verein. Eine geplante Einweihung noch am Kirchweihsonntag 1920 (17. Oktober) scheiterte, weil der Verein nicht rechtzeitig mit dem Ordinariat Verbindung aufgenommen hatte. Am 5. Juni 1921 schließlich wurde die Kapelle vom damaligen Generalvikar Michael Buchberger geweiht. Sie erhielt den Namen „Maria im Walde“. Im Tympanon war Jesus, von Engeln umgeben, dargestellt.
An Sonn- und Feiertagen übernahm der Theologieprofessor Johann Göttsberger den Gottesdienst, der in unmittelbarer Nähe ein Wochenendhaus besaß.

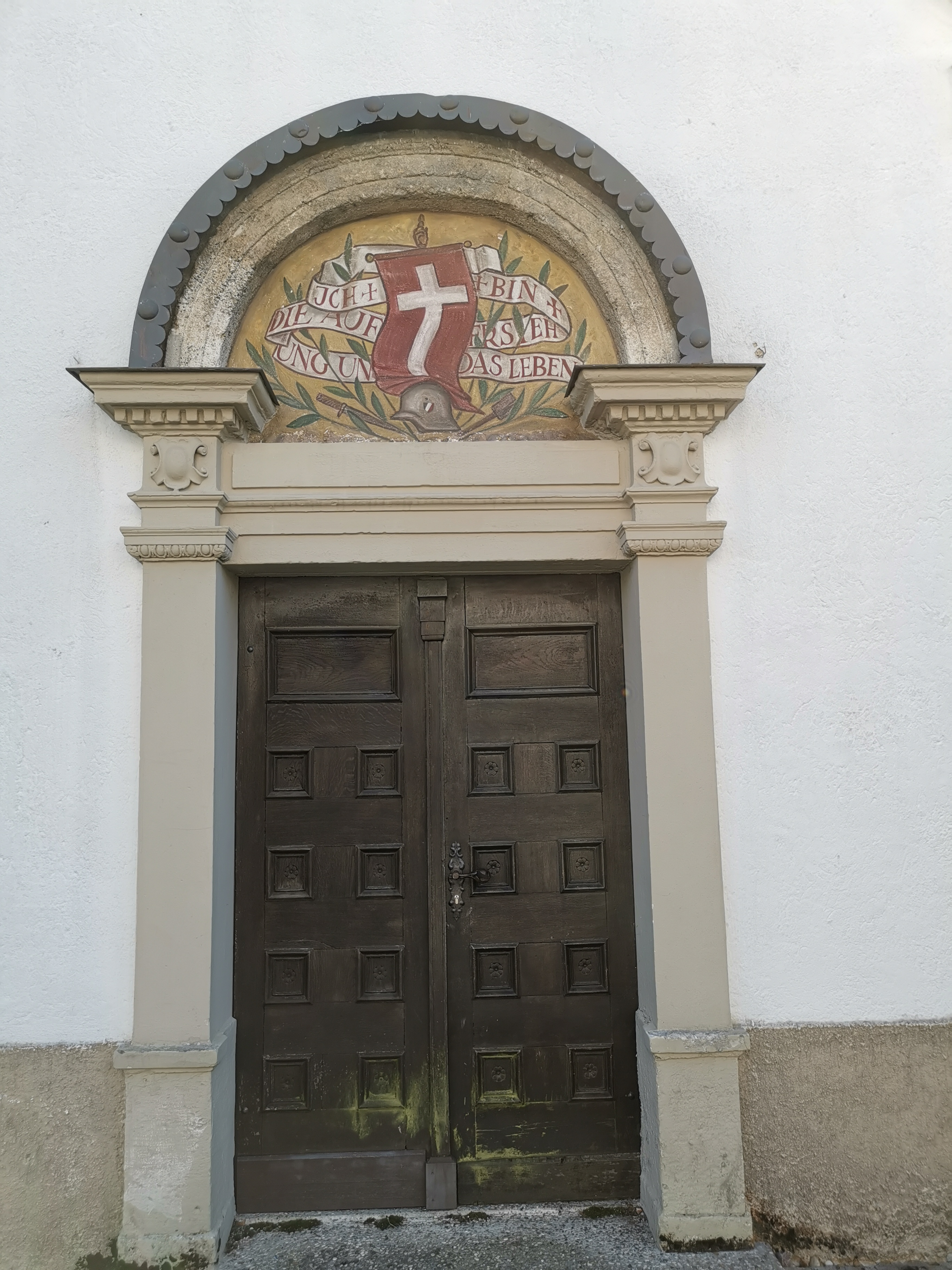
Eingangsportal Maria im Walde Neubiberg

Nach der Weihe der neuen Kirche Rosenkranzkönigin am 11. November 1928 wurde die Kapelle viele Jahre lang praktisch nicht mehr genutzt. 1942 wurde die Kapelle von Pfarrkurat Albert Sickinger zur Kriegerkapelle umfunktioniert und an Allerheiligen 1942 „ihrem neuen, schönen Zweck“ übergeben. Seither hat sie über dem Eingang ein militärisches Relief. Ein Spruchband trägt die Inschrift „Ich bin die Auferstehung und das Leben“ (Joh 11,25 ).
Unter dem Spruchband befinden sich ein Bajonett, ein Stahlhelm, und eine Handgranate. Darüber eine rote Fahne mit weißem Kreuz, die vor allem in Bayern als Zachäusfahne bezeichnet wird. Das Altarfresko zeigt den gekreuzigten Jesus, daneben wohl die Gottesmutter Maria und der Apostel Johannes, links einen Soldaten mit Gewehr, rechts eine Mutter mit Kind. Gemalt wurde es erst 1946 von Konrad Schmid-Meil.
Heute steht die Kapelle vor allem am Volkstrauertag im Mittelpunkt des offiziellen Festakts, mit einer Ehrenwache von Offizieren oder Offiziersanwärtern der Universität der Bundeswehr, einer Ansprache des Bürgermeisters und des Leiters des Studierendenbereichs der Universität (also des militärischen Vorgesetzten), und gemeinsamer Kranzniederlegung.